# Askari (Fortuny)
Askari és una pintura sobre taula feta per Marià Fortuny i Marsal el 1860 (ca.) i que es troba conservada actualment a la Biblioteca Museu Víctor Balaguer, amb el número de registre 3831 d'ençà que va ingressar el 1895, de mans de Pere Bové Montseny. El mateix Fortuny havia regalat aquest quadre al seu amic Pere Bové, qui l'havia ajudat a pagar l'exempció del servei militar.
L'artista pintà aquesta obra durant la seva estada al Marroc per fer de cronista gràfic de l'anomenada Guerra d'Àfrica (1860).

## Descripció
Retrat d'un àscari, soldat indígena marroquí al servei de les forces colonials. L'home apareix de cos sencer, dempeus i al centre de la composició, sobre un fons fosc i grisós, davant de l'entrada a una masmorra. Aguanta un llarg fusell amb les dues mans i va vestit amb turbant blau, groc i vermell al cap, túnica blanca oberta pels costats, cinturó vermell, i bombatxos, també de color vermell. Calça xilabes, duu els braços nus i una arracada d'argolla a l'orella. Obra de pinzellada vibrant i vigorosa, i de contorns trencats pel traç nerviós.

## Inscripció
Al quadre es pot llegir la inscripció Fortuny.